# Фудбалска репрезентација Секеља
Фудбалска репрезентација Секеља (мађ. Székely labdarúgó-válogatott) је тим који у фудбалу представља Земљу Секеља, историјску и етнографску регију у источној Трансилванији, у централној Румунији, насељену углавном Секељима, подгрупом мађарског народа. Члан је КонИФА, кровног удружења за државе, мањине, народе без држављанства и регионе који нису повезани са ФИФА-ом.
Фудбалска репрезентација Секеља је тим спортске организације основане у Будимпешти 2014. године, чији је назив „Фудбалски савез Секељфелда”. У јануару 2014. године савез је примљен у Савет НФ. НФ-Борд (енглески:New Federation-Board, француски:Nouvelle Fédération-Board) је спортска организација основана 12. децембра 2003. године, чији је циљ да обезбеди међународно учешће свим националним фудбалским репрезентацијама чија етничка, географска или политичка ситуација не може бити члан Међународне фудбалске асоцијације (ФИФА).
Фудбалски савез Секеља је организација која у фудбалу представља Земљу Секеља.

## Историја
Удружење под називом „Секељфелд лабдаруго еђешилет” (мађарски:Székelyföld Labdarugó Egyesület) основано је 2013. године у Будимпешти, у Мађарској, на иницијативу Кристофа Венчела, спортског адвоката по професији. У јануару 2014, СЛЕ је примљен у Н.Ф.-Борд, организацију која се састоји од тимова који представљају нације, зависности, непризнате државе, мањине, народе без држављанства, регионе и микронације које нису повезане са ФИФА-ом. Након што је Н.Ф.Б. престао да постоји касније исте године, СЛЕ је постао члан новоосноване „КонИФА”.
Године 2023. репрезентација је учествовала у квалификацијама за „Конифа Светско првенство у фудбалу 2024.” Били су постављени су се у групу Ц са Чамеријом и Две Сицилије. Секељи су победио у оба меча, резултатом 3 : 2 и 7 : 0, и квалификовали се за турнир.

## Задњих пет утакмица
| Датум        | Место     | Стадион                    | Противник    | Резултат | Такмичење                                           | Стрелци голова                                                                     |
| ------------ | --------- | -------------------------- | ------------ | -------- | --------------------------------------------------- | ---------------------------------------------------------------------------------- |
| 2. јун 2019. | Мартакерт | Стадион Виген Ширињан (с)  | Паданија     | 0 : 4    | Конифа европски куп у фудбалу 2019. групна фаза     | Тигносини (7.), Корно (53, 78.), Рота (61.)                                        |
| 3. јун 2019. | Аскеран   | Стадион Аскеран Ситија (с) | З. Јерменија | 0 : 5    | Конифа европски куп у фудбалу 2019. групна фаза     | Бадојан (7.), Ховсепјан (52. пен.), Бакаљан (70.), Минасјан (81.), Аслањан (90+1.) |
| 4. јун 2019. | Аскеран   | Стадион Аскеран Ситија (с) | Ј. Осетија   | 2 : 2    | Конифа европски куп у фудбалу 2019. групна фаза     | Гуртијев(72., 84.), ill. Б. Векаш. (52.), Б. Ковач. (82.)                          |
| 6. јун 2019. | Мартуни   | Авакјан арена (с)          | Арцахи       | 1 : 2    | Конифа европски куп у фудбалу 2019. Квалиф. 1. коло | Шаргшјан (76. пен.), Данијелдан (90+4.), и Б. Векаш (62.)                          |
| 8. јун 2019. | Аскеран   | Стадион Аскеран Ситија (с) | Лапонци      | 2 : 3    | Конифа европски куп у фудбалу 2019. Квалиф. 2. коло | Закрисон(17.), Лаитила (19., 75.), и Р. Балинт (34.) А. Ковач (55.пен.)            |

## Турнири

### КонИФА светски куп у фудбалу
| Година | Позиција              | Ута                   | Поб                   | Нер                   | Изг                   | ГД                    | ГП                    |
| ------ | --------------------- | --------------------- | --------------------- | --------------------- | --------------------- | --------------------- | --------------------- |
| 2014.  | нису учествовали      | нису учествовали      | нису учествовали      | нису учествовали      | нису учествовали      | нису учествовали      | нису учествовали      |
| 2016.  | 9. место              | 4                     | 2                     | 0                     | 2                     | 17                    | 7                     |
| 2018.  | 4. место              | 6                     | 3                     | 1                     | 2                     | 16                    | 7                     |
| 2020.  | нису се квалификовали | нису се квалификовали | нису се квалификовали | нису се квалификовали | нису се квалификовали | нису се квалификовали | нису се квалификовали |
| Укупно | 0 титула              | 10                    | 5                     | 1                     | 4                     | 33                    | 14                    |

### КонИФА европски куп у фудбалу
| Година | Позиција | Ута      | Поб      | Нер      | Изг      | ГД       | ГП       |
| ------ | -------- | -------- | -------- | -------- | -------- | -------- | -------- |
| 2015.  | 6. место | 3        | 0        | 0        | 3        | 5        | 10       |
| 2017.  | 3. место | 5        | 2        | 1        | 2        | 9        | 7        |
| 2019.  | 8. место | 5        | 0        | 1        | 4        | 5        | 16       |
| 2021.  | Одложено | Одложено | Одложено | Одложено | Одложено | Одложено | Одложено |
| Укупно | 0 титула | 13       | 2        | 2        | 9        | 19       | 33       |

### Куп Мађарске баштине
| Година  | Поз      | Ута | Поб | Нер | Изг | ГД | ГП |
| ------- | -------- | --- | --- | --- | --- | -- | -- |
| 2016.   | 4. место | 2   | 0   | 1   | 1   | 3  | 5  |
| Укупно: | -        | 2   | 0   | 1   | 1   | 3  | 5  |

## Запажени бивши играчи
Доле наведени фудбалери су играли за Секеље најмање на једном КонИФА Светском фудбалском првенству или ЦонИФА Европском фудбалском купу.
| - Балаж Чисер - Чаба Чизмадија - Иштван Филеп - Лоранд Филеп | - Роберт Иљеш - Саболч Киљен - Ласло Сич |